# 김기환 (조직폭력배)
김기환(1911년경 ~ 1949년 7월 20일)은 일제 강점기에 활동한 조직폭력배이자 권투선수이다. 김두한을 조직폭력배의 세계로 끌어들인 인물로, 1949년에 암으로 사망했다.

## 김기환이 등장한 작품
- 《장군의 아들》 (1990) (배우: ?)
- 《장군의 아들 2》 (1991) (배우: 민응식)